# Геть комерцію на любовному фронті, або Послуги взаємності
«Геть комерцію на любовному фронті, або Послуги взаємності» — радянський художній фільм 1988 року, знятий режисером Михайлом Солодухіним на кіностудії «Мосфільм».

## Сюжет
За розповідями Михайла Зощенка.
Фільм складається з двох новел, об'єднаних загальним сюжетом про те, як корислива дружина «позичає» чоловіка. Дія першої новели відбувається за часів НЕПу, другий — у сьогоднішній Москві.

## У ролях
- Галина Петрова — Галя Дьоміна
- Раїса Мухаметшина — Лариса Павлівна (озвучувала Ірина Муравйова)
- Сергій Арцибашев — Сергій Миколайович
- Василь Міщенко — Вася Міщенко
- Тетяна Аугшкап — Іда
- Ільхам Ханбудагов — роль другого плану
- Віктор Топаллер — другий чоловік Лариси Павлівни
- Ю. Кобрин — роль другого плану
- Ольга Анненська — попадя
- Володимир Дмитрієв — роль другого плану
- Маша Вайсман — сусідка Лариси
- Б. Клейман — роль другого плану
- Т. Нечаєва — роль другого плану
- Ігор Андрєєв — роль другого плану
- Р. Кубишкін — роль другого плану

## Знімальна група
- Режисер — Михайло Солодухін
- Сценарист — Михайло Солодухін
- Оператори — Євген Корженков, Андрій Ренков
- Художник — Ольга Сурвілло